# Geneviève Bujold

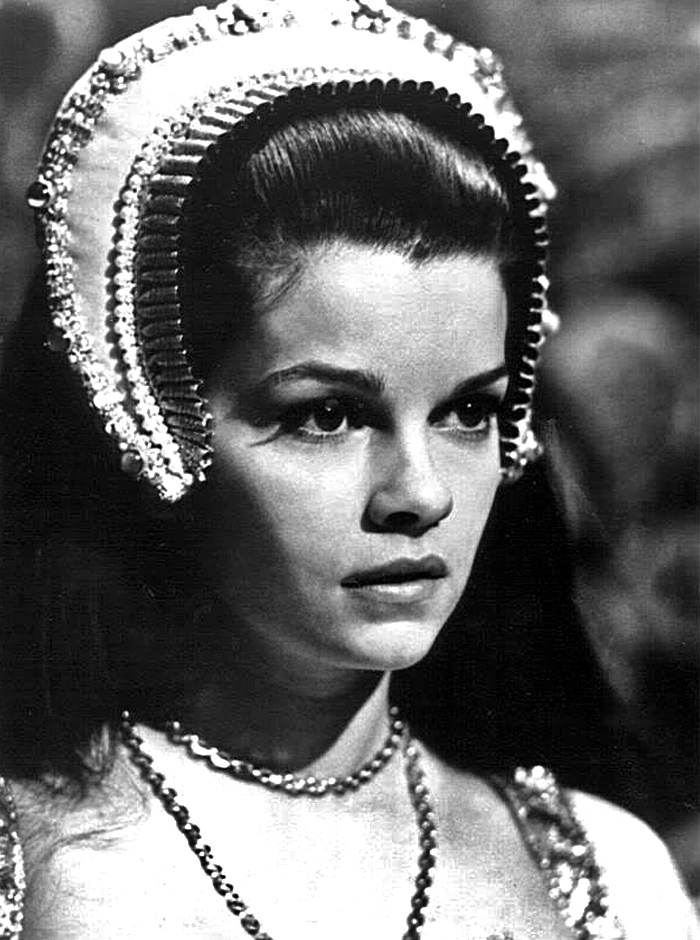
Geneviève Bujold (1969)

Geneviève Bujold ([ʒənˈvjɛv byˈʒo] oder [byˈʒɔld]; * 1. Juli 1942 in Montréal) ist eine frankokanadische Theater- und Filmschauspielerin, die Québecer Französisch, Standardfranzösisch und Englisch spricht und in US-amerikanischen, französischen und kanadischen Filmen aufgetreten ist.

## Leben
Nach dem Besuch einer katholischen Klosterschule schrieb sich Bujold am Conservatoire d’art dramatique de Montréal ein, an dem sie eine klassische französische Schauspielausbildung erhielt. Anschließend zog sie mit einer Theatertruppe nach Paris, wo sie für den Film entdeckt wurde.
Sie war von 1967 bis 1973 mit dem Filmregisseur Paul Almond verheiratet. Sie haben einen Sohn, Matthew Almond.

## Karriere
Bujold gab ihr Filmdebüt in René Bonnières erstem längeren Film, Amanita Pestilens (1963). In den 1960er Jahren wurde sie zunächst im französischsprachigen Kino bekannt. So wurde sie von dem kanadischen Regisseur und Kameramann Michel Brault, einem Begründer des Cinéma vérité, in mehreren Produktionen eingesetzt und drehte in Frankreich unter der Regie von Alain Resnais (Der Krieg ist vorbei), Philippe de Broca (Herzkönig) und Louis Malle (Der Dieb von Paris). Nach der Hollywood-Produktion Königin für tausend Tage (1969), in der sie die Hauptrolle der Anne Boleyn spielte, wurde Bujold mit einem Golden Globe Award und einer Oscar-Nominierung gewürdigt. 1971 verklagte eine Produktionsfirma Bujold auf 750.000 US-Dollar Schadenersatz, da sie ihre Zusage für die Hauptrolle in Maria Stuart, Königin von Schottland (1971) zurückgezogen hatte. 1974 trat sie in dem amerikanischen Katastrophenfilm Erdbeben auf. Ein Jahr später besetzte sie de Broca in Frankreich mit Jean-Paul Belmondo in Der Unverbesserliche. 1976 war sie in Brian De Palmas Schwarzer Engel und an der Seite von Jack Lemmon in Liebe und andere Verbrechen zu sehen. 1977 spielte sie in Ein anderer Mann – eine andere Frau von Claude Lelouch.
Weibliche Hauptrollen der klassischen Bühnenliteratur interpretierte Bujold in Theateraufführungen, die für das Fernsehen aufgezeichnet wurden, so 1967 in die Die heilige Johanna von George Bernard Shaw für NBC, 1974 in Antigone von Jean Anouilh am Broadway und 1976 in Shaws Caesar and Cleopatra.
Aufmerksamkeit erregte Geneviève Bujold 1978, als sie unter der Regie von Michael Crichton in dem Ärztethriller Coma als eine der ersten Frauen eine tragende Rolle in einem Actionfilm spielte.
1979 wirkte sie in der Sherlock-Holmes-Adaption Mord an der Themse mit. Anfang der 1980er Jahre war sie in Bruchlandung im Paradies, an der Seite von Clint Eastwood in Der Wolf hetzt die Meute sowie in Independentfilmen zu sehen, etwa in drei Filmen von Alan Rudolph, Choose Me – Sag Ja (1984), Trouble in Mind (1985) und Wilde Jahre in Paris (1988), sowie in Die Unzertrennlichen von David Cronenberg.
Die 1960er bis 1980er Jahre gelten als Bujolds produktivste Zeit. Mitte der 1990er Jahre schied sie nach einigen Drehtagen aus der US-TV-Produktion Star Trek: Voyager aus und überließ die Hauptrolle Kate Mulgrew.
Zuletzt zeigten deutsche Kinos Bujold im Jahr 2000 in der US-amerikanischen Neuverfilmung von Das Auge, in der sie an der Seite von Ewan McGregor und Ashley Judd eine Nebenrolle übernahm. Eine weitere Nebenrolle übernahm sie in dem Liebesdrama La Turbulence des fluides (2002) von Manon Briand. 2006 spielte sie in dem Filmdrama Délivrez-moi an der Seite von Céline Bonnier.
Zu ihren bekanntesten kanadischen Filmen zählt Kamouraska nach dem gleichnamigen Roman von Anne Hébert.

## Auszeichnungen
- 1970: Golden Globe als beste Hauptdarstellerin für Königin für tausend Tage
- 1988: Los Angeles Film Critics Association Award als beste Nebendarstellerin für Die Unzertrennlichen und Wilde Jahre in Paris
- 2006: Beste Hauptdarstellerin beim Festival de l’Atlantique

Nominierungen
- 1970: für den Oscar als beste Hauptdarstellerin für Königin für tausend Tage
- 1979: für den Saturn Award als beste Hauptdarstellerin für Coma
- 2003: für den Prix Jutra für La Turbulence des fluides

## Filmografie (Auswahl)
- 1963: Amanita Pestilens (Kurzfilm)
- 1966: Herzkönig (Le Roi de cœur)
- 1966: Der Krieg ist vorbei (La Guerre est finie)
- 1967: Der Dieb von Paris (Le Voleur)
- 1967: Zwischen den Welten (Entre la mer et l’eau douce)
- 1968: Isabel
- 1969: Königin für tausend Tage (Anne of the Thousand Days)
- 1970: Act of the Heart
- 1971: Die Troerinnen (The Trojan Women)
- 1972: Journey
- 1973: Kamouraska – Eine mörderische Liebe (Kamouraska)
- 1974: Antigone (TV-Aufzeichnung)
- 1974: Erdbeben (Earthquake)
- 1976: Caesar and Cleopatra (TV-Aufzeichnung)
- 1976: Schwarzer Engel (Obsession)
- 1976: Liebe und andere Verbrechen (Alex & the Gypsy)
- 1975: Der Unverbesserliche (L’Incorrigible)
- 1976: Der scharlachrote Pirat (Swashbuckler)
- 1977: Ein anderer Mann – eine andere Frau (Un autre homme, une autre chance)
- 1978: Coma
- 1979: Sherlock Holmes: Mord an der Themse (Murder by Decree)
- 1980: Bruchlandung im Paradies (The Last Flight of Noah’s Ark)
- 1980: Der eiserne Vorhang – Wenn der KGB versagt… (Final Assignment)
- 1982: Monsignor
- 1984: Choose Me – Sag Ja
- 1984: Der Wolf hetzt die Meute (Tightrope)
- 1985: Trouble in Mind
- 1988: Wilde Jahre in Paris (The Moderns)
- 1988: Die Unzertrennlichen (Dead Ringers)
- 1989: Scheinehe (auch: Hochzeit auf Widerruf) (A Paper Wedding)
- 1996: Die Legende von Pinocchio (The Adventures of Pinocchio)
- 1997: Stirb für mich (Dead Innocent)
- 1997: Wer hat Angst vor Jackie-O.? (The House of Yes)
- 1997: Pinocchio
- 1998: Last Night
- 1999: Das Auge (Eye of the Beholder)
- 2000: Matisse & Picasso: A Gentle Rivalry
- 2002: La Turbulence des fluides
- 2003: Jericho Mansions
- 2004: Finding Home
- 2006: Délivrez-moi
- 2012: Für immer dein (Still Mine)
- 2013: Northern Borders
- 2013: Die Legende von Sarila (The Legend of Sarila) (Stimme)
- 2015: Chorus